# Gabrielle (filme)
Gabrielle é um filme de drama canadense de 2013 dirigido e escrito por Louise Archambault. Foi selecionado como representante do Canadá à edição do Oscar 2014, organizada pela Academia de Artes e Ciências Cinematográficas.

## Elenco
- Gabrielle Marion-Rivard - Gabrielle
- Alexandre Landry - Martin
- Mélissa Désormeaux-Poulin - Sophie
- Vincent-Guillaume Otis - Rémi
- Benoit Gouin - Laurent
- Sébastien Ricard - Raphael
- Marie Gignac - mãe de Martin
- Isabelle Vincent - mãe de Gabrielle
- Robert Charlebois